# Біргіт Мініхмайр
Біргіт Мініхмайр (нім. Birgit Minichmayr; нар. 3 квітня 1977, Лінц, Австрія) — австрійська акторка. Володарка Срібного ведмедя найкращій акторці за роль у фільмі Марен Аде «Пристрасть не знає перешкод», який отримала на 59-ому Берлінському кінофестивалі. Вона є єдиною австрійкою в історії фестивалю, яка вигравала цю нагороду та першою австрійкою, яка вигравала нагороду найкращій акторці на одному з головних кінофестивалей Європи з 1956 року (Каннський кінофестиваль, Венеційський кінофестиваль, Берлінський міжнародний кінофестиваль). Працювала з кількома впливовими європейськими режисерами, серед яких Міхаель Ганеке, Том Тиквер та Джессіка Гаузнер.

## Біографія
Народилась 1977 року в Лінці. Після закінчення середньої школи, поступила в театральну школу Макса-Рейнгардта у Відні, де вивчала драму. Там одним з її викладачів був відомий австрійський актор і режисер Клаус Брайндауер. Перший театральний досвід отримала у Бурґтеатрі, де грала у багатьох п'єсах, зокрема за мотивами Шніцлера, Шекспіра та Нестроя. 2000 року дебютувала у кіно, знявшись у фільмі «Abschied». Того ж року зіграла в одному з епізодів телесеріалу «Місце злочину». Після цього отримала Премію Нестроя «Найкращий молодий талант» у Австрії. 
2006 року зіграла Міцці Каспер, одну з коханок кронпринца Рудольфа у фільмі «Kronprinz Rudolfs letzte Liebe».
2009 року на 59-ому Берлінському кінофестивалі отримала премію Срібний ведмідь найкращій акторці за роль у фільмі режисерки Марен Аде «Пристрасть не знає перешкод».

## Особисте життя
Проживає у Мюнхені та Відні. Володіє англійською мовою та брала участь у кількох англомовних проектах. 

## Вибрана фільмографія
| Рік       |    | Українська назва            | Оригінальна назва                               | Роль              |
| --------- | -- | --------------------------- | ----------------------------------------------- | ----------------- |
| 2000      | ф  |                             | Abschied                                        | Барбара Брехт     |
| 2000—2000 | с  | Місце злочину               | Tatort                                          | Каті              |
| 2001      | ф  | Думки сторін                | Taking Sides                                    | Еммі Штраубе      |
| 2006      | тф |                             | Kronprinz Rudolfs letzte Liebe                  | Міцці Каспер      |
| 2004      | ф  | Бункер                      | Der Untergang                                   | Герда Крістіан    |
| 2008      | ф  |                             | Kirschblüten – Hanami                           | Каролін Ангермайр |
| 2009      | ф  | Біла стрічка                | Das weiße Band — Eine deutsche Kindergeschichte | Фріда             |
| 2009      | ф  | Пристрасть не знає перешкод | Alle Anderen                                    | Гітті             |
| 2021      | ф  | Хід короляSchachnovelle     |                                                 |                   |